# العلاقات الكورية الجنوبية النيوزيلندية
العلاقات الكورية الجنوبية النيوزيلندية هي العلاقات الثنائية التي تجمع بين كوريا الجنوبية ونيوزيلندا.

## مقارنة بين البلدين
هذه مقارنة عامة ومرجعية للدولتين:
| وجه المقارنة                                              | كوريا الجنوبية                                                          | نيوزيلندا                                              |
| --------------------------------------------------------- | ----------------------------------------------------------------------- | ------------------------------------------------------ |
| المساحة (كم2)                                             | 100.30 ألف                                                              | 268.02 ألف                                             |
| عدد السكان (نسمة)                                         | 51.47 مليون                                                             | 4.24 مليون                                             |
| الكثافة السكانية (ن./كم²)                                 | 513.16                                                                  | 15.82                                                  |
| العاصمة                                                   | سول                                                                     | ويلينغتون، أوكلاند                                     |
| اللغة الرسمية                                             | اللغة الكورية                                                           | لغة إنجليزية، اللغة الماورية، لغة الإشارة النيوزيلندية |
| العملة                                                    | وون كوري جنوبي                                                          | دولار نيوزيلندي، الجنيه النيوزيلندي                    |
| الناتج المحلي الإجمالي (بليون دولار)                      | 1.53 تريليون                                                            | 205.85 مليار                                           |
| الناتج المحلي الإجمالي (تعادل القوة الشرائية) بليون دولار | 1.75 تريليون                                                            |                                                        |
| الناتج المحلي الإجمالي الاسمي للفرد دولار أمريكي          | 27.22 ألف                                                               |                                                        |
| الناتج المحلي الإجمالي للفرد دولار أمريكي                 |                                                                         |                                                        |
| مؤشر التنمية البشرية                                      | 0.901                                                                   | 0.914                                                  |
| رمز المكالمات الدولي                                      | +82                                                                     | +64                                                    |
| رمز الإنترنت                                              | .kr                                                                     | .nz                                                    |
| المنطقة الزمنية                                           | توقيت كوريا الجنوبية، ت ع م+09:00، آسيا/سيول ‏، ت ع م+08:00، ت ع م+08:30 | ت ع م+13:00، ت ع م+12:00                               |

## مدن متوأمة
في ما يلي قائمة باتفاقيات التوأمة بين مدن كورية جنوبية ونيوزيلندية:
- ترتبط بوسان مع أوكلاند باتفاقية توأمة منذ 1993.
- ترتبط Songpa District [الإنجليزية]‏ مع كرايستشرش باتفاقية توأمة منذ 2013.
- ترتبط بوهانغ مع أوكلاند باتفاقية توأمة.

## منظمات دولية مشتركة
يشترك البلدان في عضوية مجموعة من المنظمات الدولية، منها:
| علم المنظمة | اسم المنظمة                                      | تاريخ انضمام كوريا الجنوبية | تاريخ انضمام نيوزيلندا |
| ----------- | ------------------------------------------------ | --------------------------- | ---------------------- |
|             | مؤسسة التمويل الدولية                            | 16 مارس 1964                | 31 أغسطس 1961          |
|             | يونسكو                                           | 14 يونيو 1950               | 4 نوفمبر 1946          |
|             | مجموعة أستراليا                                  | 1996                        | 1985                   |
|             | مجموعة الموردين النوويين                         | ?                           | ?                      |
|             | الوكالة الدولية للطاقة                           | ?                           | ?                      |
|             | مؤسسة التنمية الدولية                            | 18 مايو 1961                | 1 أكتوبر 1974          |
|             | منظمة التعاون الاقتصادي والتنمية                 | 12 ديسمبر 1996              | ?                      |
|             | المركز الدولي لتسوية المنازعات الاستشارية        | 23 مارس 1967                | 2 مايو 1980            |
|             | وكالة ضمان الاستثمار متعدد الأطراف               | 12 أبريل 1988               | 22 أبريل 2008          |
|             | منتدى التعاون الاقتصادي لدول آسيا والمحيط الهادئ | 6 نوفمبر 1989               | 6 نوفمبر 1989          |
|             | منظمة حظر الأسلحة الكيميائية                     | ?                           | ?                      |
|             | الأمم المتحدة                                    | 17 سبتمبر 1991              | 24 أكتوبر 1945         |
|             | منظمة الشرطة الجنائية الدولية                    | ?                           | ?                      |
|             | منتدى آسيان الإقليمي ‏                            | ?                           | ?                      |
|             | البنك الدولي للإنشاء والتعمير                    | 26 أغسطس 1955               | 31 أغسطس 1961          |
|             | الفريق المعني برصد الأرض                         | ?                           | ?                      |
|             | الاتحاد البريدي العالمي                          | ?                           | ?                      |
|             | منظمة التجارة العالمية                           | ?                           | ?                      |
|             | المنظمة الهيدروغرافية الدولية                    | ?                           | ?                      |
|             | بنك التنمية الآسيوي                              | 1966                        | 1966                   |
|             | نظام تحكم تكنولوجيا القذائف                      | 2001                        | 1991                   |

## وصلات خارجية
- موقع وزارة الخارجية الكورية الجنوبية
- موقع وزارة الخارجية النيوزيلندية